# Liste der größten Familienunternehmen in Deutschland
Die Liste der größten Familienunternehmen in Deutschland enthält die 50 größten Familienunternehmen in Deutschland (mit Stand Ende 2023).

## Liste
| Rang | Unternehmen          | Umsatz [Mio. €] | Mitarbeiter | Familie(n)                       |
| ---- | -------------------- | --------------- | ----------- | -------------------------------- |
| 1    | Volkswagen AG        | 322.000         | 684.000     | Porsche und Piëch                |
| 2    | Schwarz-Gruppe       | 167.000         | 575.000     | Dieter Schwarz                   |
| 3    | BMW AG               | 155.000         | 155.000     | Quandt/Klatten                   |
| 4    | Aldi Nord/Süd        | 113.000         | 250.000     | Albrecht                         |
| 5    | Continental AG       | 41.000          | 203.000     | Schaeffler                       |
| 6    | Phoenix Pharmahandel | 36.000          | 48.000      | Merckle                          |
| 7    | Metro AG             | 31.000          | 91.000      | Schmidt-Ruthenbeck/Beisheim      |
| 8    | Boehringer Ingelheim | 26.000          | 54.000      | Boehringer/von Baumbach          |
| 9    | Heraeus              | 26.000          | 16.000      | Heraeus                          |
| 10   | Fresenius            | 22.000          | 194.000     | Else Kröner-Fresenius (Stiftung) |
| 11   | Ceconomy             | 22.000          | 41.000      | Haniel                           |
| 12   | Henkel               | 22.000          | 48.000      | Henkel                           |
| 13   | Heidelberg Materials | 21.000          | 51.000      | Merckle                          |
| 14   | Merck KGaA           | 21.000          | 63.000      | Merck                            |
| 15   | Würth-Gruppe         | 20.000          | 87.000      | Würth                            |
| 16   | Bertelsmann          | 20.000          | 80.000      | Mohn                             |
| 17   | Schaeffler-Gruppe    | 16.000          | 83.000      | Schaeffler                       |
| 18   | Otto Group           | 16.000          | 41.000      | Otto                             |
| 19   | dm-drogerie markt    | 16.000          | 80.000      | Werner                           |
| 20   | Knauf Gruppe         | 15.000          | 40.000      | Knauf                            |
| 21   | Marquard & Bahls     | 15.000          | 8.000       | Weisser                          |
| 22   | Cordes und Graefe    | 15.000          | 32.000      | Hollweg                          |
| 23   | Droege Group         | 14.000          | 10.000      | Droege                           |
| 24   | Rossmann             | 14.000          | 62.000      | Roßmann                          |
| 25   | Mahle                | 13.000          | 72.000      | Mahle (Stiftung)                 |
| 26   | Remondis             | 12.000          | 43.000      | Rethmann                         |
| 27   | Freudenberg          | 12.000          | 52.000      | Freudenberg                      |
| 28   | Carl Zeiss           | 10.000          | 43.000      | Carl-Zeiss-Stiftung              |
| 29   | Globus Holding       | 10.000          | 47.000      | Bruch                            |
| 30   | MHK Group            | 10.000          | 1.000       | Strothoff                        |
| 31   | Beiersdorf AG        | 9.000           | 22.000      | Herz                             |
| 32   | E/D/E                | 9.000           | 1.000       | Trautwein                        |
| 33   | Wilhelm Hoyer        | 9.000           | 2.000       | Hoyer                            |
| 34   | B. Braun Melsungen   | 9.000           | 63.000      | Braun                            |
| 35   | Tengelmann           | 9.000           | 70.000      | Haub                             |
| 36   | Helm AG              | 8.000           | 2.000       | Schnabel                         |
| 37   | Brose Fahrzeugteile  | 8.000           | 32.000      | Brose                            |
| 38   | Knorr-Bremse         | 8.000           | 33.000      | Thiele                           |
| 39   | Rhenus               | 8.000           | 40.000      | Rethmann                         |
| 40   | Deichmann SE         | 7.000           | 49.000      | Deichmann                        |
| 41   | Dachser              | 7.000           | 34.000      | Rhode-Dachser/Simon              |
| 42   | Tönnies Holding      | 7.000           | 15.000      | Tönnies                          |
| 43   | Goldbeck             | 7.000           | 11.000      | Goldbeck                         |
| 44   | Diersch & Schröder   | 6.000           | 1.000       | Karstedt                         |
| 45   | Ebersprächer         | 6.000           | 11.000      | Peters/Baumann                   |
| 46   | Bechtle AG           | 6.000           | 15.000      | Schick                           |
| 47   | Wacker Chemie        | 6.000           | 16.000      | Wacker                           |
| 48   | Wieland Gruppe       | 6.000           | 10.000      | Schleicher                       |
| 49   | Hornbach             | 6.000           | 21.000      | Hornbach                         |
| 50   | United Internet      | 6.000           | 11.000      | Dommermuth                       |